# Enicospilus herero
Enicospilus herero är en stekelart som först beskrevs av Günther Enderlein 1914.  Enicospilus herero ingår i släktet Enicospilus och familjen brokparasitsteklar. Inga underarter finns listade i Catalogue of Life.